# 加蓬側頸龜
加蓬側頸龜（學名：Pelusios gabonensis）是非洲側頸龜屬下的一種龜，只生活在非洲。其种加词“gabonica”意为“加蓬的”。

## 分佈
加蓬側頸龜發現於安哥拉、布隆迪、喀麥隆、赤道幾內亞、加蓬、剛果民主共和國、剛果共和國、加納、坦桑尼亞 和烏干達。